# Johan Hübner von Holst
Johan Hübner von Holst (* 22. August 1881 in Stockholm; † 13. Juni 1945 ebenda) war ein schwedischer Sportschütze.

## Erfolge
Johan Hübner von Holst nahm zunächst an den Olympischen Zwischenspielen 1906 in Athen teil, wo er in sieben Wettkämpfen antrat. In dreien davon platzierte er sich unter den besten Zehn: mit der freien Pistole über 25 m belegte er den fünften und über 50 m den zehnten Platz. Am erfolgreichsten verlief der Wettkampf mit der Duellpistole auf 25 m, mit der er die Silbermedaille hinter Konstantinos Skarlatos und vor Vilhelm Carlberg gewann. 1908 gab Hübner von Holst in London sein Olympiadebüt. Mit der Freien Pistole über 50 Yards belegte er in der Mannschaftswertung den fünften Rang. Im Mannschaftswettbewerb mit dem Kleinkalibergewehr im liegenden Anschlag sicherte er sich die Silbermedaille, als er gemeinsam mit Vilhelm und Eric Carlberg sowie Frans-Albert Schartau 737 Punkte erzielte und damit hinter Großbritannien und vor Frankreich Zweiter wurde. Darüber hinaus trat er in vier weiteren Disziplinen an, ihm gelang jedoch keine vordere Platzierung. Bei den Olympischen Spielen 1912 in seiner Geburtsstadt Stockholm gewann Hübner von Holst bei Teilnahmen in fünf Disziplinen insgesamt vier Medaillen. Mit der Schnellfeuerpistole belegte er hinter Alfred Lane und Paul Palén den dritten Platz und erhielt daher die Bronzemedaille. Im Wettbewerb mit dem Kleinkalibergewehr über 25 m auf ein verschwindendes Ziel wurde er im Einzel hinter Vilhelm Carlberg und vor Gideon Ericsson Zweiter. In der Mannschaftskonkurrenz wurde er neben Gustaf Boivie, Vilhelm und Eric Carlberg Olympiasieger. Mit 238 Punkten war er dabei der beste Schütze der Mannschaft. Eine weitere Goldmedaille gewann er in der Mannschaftskonkurrenz mit dem Armeerevolver. Zusammen mit Paul Palén, Vilhelm und Eric Carlberg beendete er den Wettkampf vor der russischen und der britischen Mannschaft auf dem ersten Platz.
Hübner von Holst legte 1904 sein Offiziersexamen bei der Schwedischen Armee ab, 1917 erfolgte seine Beförderung zum Hauptmann. 1928 nahm er seinen Abschied.